# Deutsche Nordische Skimeisterschaften 1954

Logo des Deutschen Skiverbands

Die 37. Deutschen Nordischen Skimeisterschaften fanden vom 29. bis zum 31. Januar 1954 im bayerischen Oberaudorf statt. Die Sprungläufe wurden auf der Kahlanger-Schanze abgehalten. Darüber hinaus fanden am 7. März 1954 in Ruhpolding die 50-km-Skimarathon-Meisterschaften statt.

## Skilanglauf

### Frauen

#### 10 km
| Platz | Sportler      | Verein             | Laufzeit (h) |
| ----- | ------------- | ------------------ | ------------ |
| 01    | Hanni Gehring | SC Unterjoch       | 0:44:20      |
| 02    | Else Ammann   | SC Unterjoch       | 0:44:36      |
| 03    | Gisela Dubac  | SV Schwarzwald     | 0:49:26      |
| 04    | Ruth Westrum  | SC St. Andreasberg | 0:50:02      |
| 05    | Julie Lang    | Weilheim           |              |

Datum: Samstag, 30. Januar 1954

#### 3 × 6-km-Staffel
| Platz | Verband    | Sportler                       | Zeit (h) |
| ----- | ---------- | ------------------------------ | -------- |
| 01    | Bayern     | Eibl Else Ammann Hanni Gehring | 1:00:28  |
| 02    | Harz I     |                                | 1:06:13  |
| 03    | Schwaben I |                                | 1:06:22  |

Datum: Sonntag, 31. Januar 1954

### Männer

#### 15 km
| Platz | Sportler          | Verein            | Laufzeit (h) |
| ----- | ----------------- | ----------------- | ------------ |
| 01    | Hermann Möchel    | SC Mannheim       | 0:57:05      |
| 02    | Albert Hitz       | SC Hinterzarten   | 0:57:44      |
| 03    | Oskar Burgbacher  | SZ Brend          | 0:57:45      |
| 04    | Rudolf Kopp       | WSV Reit im Winkl | 0:58:12      |
| 05    | Toni Haug         | SC Unterjoch      | 0:58:17      |
| 06    | Robert Grieshaber |                   | 0:59:12      |
| 07    | Karl Vogel        | WSV Reit im Winkl | 0:59:19      |
| 08    | Herbert Eberle    | SK Nesselwang     | 0:59:34      |
| 09    | Heinz Hauser      | WSV Reit im Winkl | 0:59:58      |
| 10    | Xaver Hindelang   | SK Nesselwang     | 1:00:14      |

Datum: Freitag, 29. Januar 1954

Teilnehmer: 120

#### 50 km
| Platz | Sportler         | Verein          | Laufzeit (h) |
| ----- | ---------------- | --------------- | ------------ |
| 01    | Hermann Möchel   | SC Mannheim     | 3:03:25      |
| 02    | Oskar Burgbacher | SZ Brend        | 3:06:56      |
| 03    | Albert Hitz      | SC Hinterzarten | 3:12:31      |
| 04    | Gottlob Diemand  | SC Saig         |              |

Datum: Sonntag, 7. März 1954

#### 4 × 10-km-Staffel
| Platz | Verband       | Sportler                                                      | Zeit (h) |
| ----- | ------------- | ------------------------------------------------------------- | -------- |
| 01    | Schwarzwald I | Robert Grieshaber Oskar Burgbacher Albert Hitz Hermann Möchel | 2:18:38  |
| 02    | Bayern I      | Karl Vogel Alois Harrer Toni Haug Rudolf Kopp                 | 2:22:59  |
| 03    | Bayern II     | Helmut Hagg Helmut Böck Herbert Eberle Rudi Ettenhuber        | 2:24:46  |

Datum: Sonntag, 31. Januar 1954

## Nordische Kombination
| Platz | Sportler      | Verein             | Punkte |
| ----- | ------------- | ------------------ | ------ |
| 01    | Heinz Hauser  | WSV Reit im Winkl  | 431,1  |
| 02    | Max Helmer    | SC Füssen          | 430,0  |
| 03    | Helmut Böck   | SK Nesselwang      | 429,5  |
| 04    | Reinhold Karg | SV Hindelang       | 418,0  |
| 05    | Rolf Mayer    | SC Königsbronn     | 407,4  |
| 06    | August Hitz   | SC Hinterzarten    | 399,9  |
| 07    | Karl Vogel    | WSV Reit im Winkl  |        |
| 08    | Bernd Drexl   | SC Bayrischzell    | 395,6  |
| 09    | Karl Lindner  | SC Willingen       |        |
| 10    | Walter Baier  | 1. FC Nürnberg Ski |        |

Datum: Freitag, 29. und Samstag, 30. Januar 1954

Josef Schiffner startete außer Konkurrenz (422,6 Punkte).

## Skispringen
| Platz | Sportler          | Verein           | Weite 1 | Weite 2 | Punkte |
| ----- | ----------------- | ---------------- | ------- | ------- | ------ |
| 1     | Franz Eder        | SK Berchtesgaden | 63,0 m  | 68,0 m  | 222,6  |
| 2     | Toni Brutscher    | SC Oberstdorf    | 60,5 m  | 61,0 m  | 218,1  |
| 3     | Josef Kleisl      | SC Partenkirchen | 60,0 m  | 59,5 m  | 217,0  |
| 4     | Sepp Weiler       | SC Oberstdorf    | 59,5 m  | 59,5 m  | 213,6  |
| 5     | Sepp Hohenleitner | SC Partenkirchen | 56,5 m  | 62,0 m  | 211,4  |

Datum: Sonntag, 31. Januar 1954

Zuschauer: 12.000

## Zeitungsartikel
- Hermann Möchel deutscher Langlaufmeister über 15 Kilometer, Passauer Neue Presse, Ausgabe Nr. 17 vom 30. Januar 1954
- Heinz Hauser in den Spuren von G. Berauer und G.Meergans, PNP, Ausgabe Nr. 18 vom 1. Februar 1954
- Der „Goldener Ski“ für Heinz Hauser, Heidelberger Tageblatt, Ausgabe Nr. 26 vom 1. Februar 1954.  Abrufbar unter: digital.blb-karlsruhe.de.
- Deutscher Sprunglaufmeister 1954: Franz Eder, PNP, Ausgabe Nr. 18 vom 1. Februar 1954
- Zum dritten Male Heinz Hauser, Hamburger Abendblatt, Ausgabe Nr. 33 vom 1. Februar 1954, Seite 6[1]
- Scheinwerfer auf ... die deutschen Skimeister, PNP, Ausgabe Nr. 20 vom 4. Februar 1954
- H. Möchel 50-km-Meister, PNP, Ausgabe Nr. 38 vom 8. März 1954
- Das Sportgeschehen auf einen Blick – Skisport, PNP, Ausgabe Nr. 38 vom 8. März 1954
- Sieg in Ruhpolding. 50 km-Titel für Möchel., Heidelberger Tageblatt, Ausgabe Nr. 56 vom 8. März 1954, Seite 4.  Abrufbar unter: digital.blb-karlsruhe.de.
- Sport-Funken, Neue Zeit, Seite 5, Ausgabe Nr. 58 vom 10. März 1954